# سكوت ميلر (مدرب رياضي)
سكوت ميلر (بالإنجليزية: Scott Miller)‏ هو مدرب رياضي أسترالي، ولد في 27 سبتمبر 1981 في ملبورن في أستراليا.